# Le Moutaret
Le Moutaret – miejscowość i gmina we Francji, w regionie Owernia-Rodan-Alpy, w departamencie Isère. W 2017 roku populacja gminy wynosiła 264 mieszkańców. Przez miejscowość przepływa rzeka Bréda. 